# ЈП Аутоцесте Федерације Босне и Херцеговине
ЈП Аутоцесте Федерације Босне и Херцеговине (пун назив: ЈП Аутоцесте Федерације Босне и Херцеговине друштво с ограниченом одговорношћу Мостар) је јавно предузеће Федерације БиХ основана 1. јул 2010. године на седници Владе ФБиХ, регистрована 28. октобра 2010. године у Општинском суду у Мостару, а званично почела са радом 1. јануара 2011. године. Наследила је Федералну дирекцију за изградњу, управљање и одржавање аутопутева која је била орган управе унтар Министарства промета и комуникација ФБиХ.

## Надлежности
ЈП Аутоцесте Федерације Босне и Херцеговине има следеће надлежности:
- припрема дугорочних, средњорочних и годишњих планова и програма развоја, одржавање, заштита, изградња, обнова путева и објеката на путевима, као и извештаји о реализацији тих планова и програма
- обављање послова одржавања аутопутева
- инвеститорски послови за студије и пројекте, обнову, изградњу, реконструкцију и одржавање на аутопутевима и објектима
- предлагање финансијских планова и побољшање начина прикупљања средстава намијењених за потребе изградње аутоцеста
- вођење евиденције аутопутева, објеката, саобраћајне сигнализације и опреме на аутопутевима и катастра аутопутног земљишног појаса
- уступање радова на реконструкцији, изградњи, обнови и одржавању аутопутева
- припрема и праћење реализације програма мјера и активности за унапређење сигурности саобраћаја на аутопутевима којима управља
- припрема подлога за дод‌елу концесија и осигурање стручно-техничког надзора
- организација система наплате путарине
- прикупљање података и обавештавање јавности о стању аутопутева и начину одвијања саобраћаја
- преузимање потребних мера за очување и заштиту околине
- организовање и пружање услуга корисницима аутопутева и брзих путева
- остале послове